# Olajpala

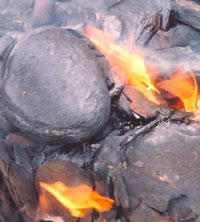
Égő olajpala

Az olajpala vagy égőpala egy szerves vegyületekben gazdag porózus, kerogéntartalmú üledékes kőzet, melyből folyékony szénhidrogént, palaolajat lehet előállítani.  A palaolaj a szokványos kőolaj helyettesítője, de a palaolaj kinyerése sokkal nagyobb anyagi és környezeti ráfordításokkal jár, mint a kőolaj kitermelése. Olajpala a Föld minden táján található, többek között nagy mennyiségben előfordul az Amerikai Egyesült Államokban is. Egy 2016-os felmérés szerint a világ palaolaj-tartalékának olajegyenértékese 962 milliárd köbméter.
Ha az olajpalát megfelelően magas hőmérsékletre hevítik fel, beindul egy pirolízises folyamat, melynek során gőz szabadul fel. A gőz hűtése közben szétválasztják a palaolajat (egy nem természetesen előforduló olajfélét) a gyúlékony olajpalagáztól. Az olajpalát közvetlenül is elégethetik kemencékben, és az így nyert üzemanyagot áramfejlesztésben és távfűtésben hasznosíthatják. Ezen kívül alapanyagként hasznosíthatják a kémiai anyagok és az építőipari alapanyagok előállításánál.
Mikor a kőolaj ára megemelkedik, az olajpala mindig szóbakerül, mint potenciális helyettesítőforrás. Ugyanakkor az olajpala bányászata és feldolgozása sok környezetvédelmi problémát vet fel. Ezek közé tartozik a földhasználat, a hulladékelhelyezés, a vízhasználat, a szennyezett víz kezelése, az üvegházhatású gázok kibocsátása és a légszennyezés. Észtországban és Kínában kiépült olajpalaipar van, Brazília, Németország és Oroszország pedig szintén felhasználja az olajpalát.
Az olajpala felépítésében szervetlen matrix is szerepet játszik, így van benne bitumen és kerogén is. Azt olajpala különbözik az olajospalától, melyeket néha olajkutakból nyernek ki, és kőolajat tartalmaz. Olajospalára példa a Bakken-formáció, a Pierre-pala a Niobrara-formáció és az Eagle Ford-formáció.

## Bibliográfia
- World energy resources. Oil 2016. World Energy Council (2016). ISBN 978-0-946121-62-5